# Hermann Bahlburg
Hermann Bahlburg (* 21. Juli 1892 in Jesteburg; † 19. Februar 1962 in Buchholz) war ein evangelisch-lutherischer Missionar der Hermannsburger Mission, ein plattdeutscher Philologe und Schriftsteller.

## Leben
Hermann Bahlburg wuchs in Jesteburg, Kreis Harburg, auf. Er erlernte das Schmiedehandwerk und erhielt anschließend eine theologische Ausbildung im Missionsseminar in Hermannsburg (Kreis Celle, Niedersachsen), die durch seine Teilnahme am Ersten Weltkrieg unterbrochen wurde. Sein Studium schloss er 1921 ab und wurde Missionar der von Ludwig Harms 1849 gegründeten Missionsanstalt Hermannsburg. Bahlburg war zunächst als Volksmissionar in der „Heimatmission“, die er für die Hermannsburger Mission gründete, zusammen mit anderen Absolventen des Missionsseminars in Norddeutschland tätig. Dabei war der Gebrauch des Plattdeutschen eine wichtige „Komponente seines Dienstes“, der vornehmlich auf die Landbevölkerung in Norddeutschland ausgerichtet war; er „hat ein stark vernachlässigtes Erbe von L. Harms aktiviert und erneuert. Das hat nach dem Ersten Weltkrieg im Rahmen der Heimatmission zu einer zweiten Erweckung geführt, die in die ersehnte Gallamission mündet(e)“ (H. Kröger).
1927 ging er mit einer Gruppe von Missionaren nach Äthiopien, um – gestützt auf eine „Basis oder Hauptquartier“ (J. Launhardt) in der Hauptstadt Addis Abeba – im Gebiet der Galla, eigentlich Oromo, im Westen des Landes eine Missionsarbeit aufzubauen. Ludwig Harms hatte 1853 und 1857 Missionare ausgesandt mit dem Auftrag, die Oromo zu missionieren. Sie erreichten aber ihr Ziel nicht. Als die Hermannsburger Mission 1926 endgültig ihr Missionsfeld in Indien verlor (letztlich eine Auswirkung des Ersten Weltkrieges und der Niederlage des Deutschen Reiches), schlug Bahlburg vor, den Gedanken der Oromo-Mission wieder aufzunehmen. Noch im selben Jahr wurde er mit der Leitung des Unternehmens beauftragt und erreichte zusammen mit drei anderen Missionaren die Hauptstadt Äthiopiens.
In Addis Abeba angekommen, gelang es den Missionaren, Inlandspässe zu erhalten und später auch ein Grundstück in Aira, District Gimbi, heute Provinz Oromia, ca. 500 km westlich der Hauptstadt gelegen, zu pachten, wo Missionar Dietrich Waßmann und andere eine erste Inlands-Missionsstation aufbauten. Bahlburg blieb in der Hauptstadt, weil nur von hier aus die Arbeit im Inland gestützt werden konnte. In Addis Abeba gründete er eine deutsche ev.-luth. Kirchengemeinde, deren Nachfolgerin die heutige Evangelische Gemeinde deutscher Sprache in Äthiopien (Kreuzkirche Addis Abeba) darstellt. Dort wurde auch mit einer ökumenischen Zusammenarbeit mit Mitgliedern der Äthiopisch-Orthodoxe Tewahedo-Kirche sowie mit einer Waisenbetreuung begonnen. Letztere wird durch das heutige staatliche Ketchene Children’s Home fortgesetzt.
Seit dem italienisch-äthiopischen Krieg (1935–1936) und während der anschließenden Besetzung großer Teile Äthiopiens als Kolonie mit dem Anspruch, das Impero Africa Orientale Italiana (A.O.I.) zu sein, konnten die Missionare in der Hauptstadt Addis Abeba nur eingeschränkt und im Inland zeitweise gar nicht arbeiten – zumeist aufgrund der deutschen Devisen-Ausfuhrbeschränkungen und wegen der dortigen Kriegs- und Herrschaftsverhältnisse.
Während des Zweiten Weltkrieges wurde 1941 nach der Besetzung Äthiopiens durch britische Truppen und Befreiung durch äthiopische Patrioten neben tausenden von Italienern auch die Gruppe der Deutschen (etwa 65) interniert. Die Männer wurden nach damals noch Britisch Ostafrika (Kenia, Uganda) gebracht und dort in Internierungslagern, teilweise bis 1948, festgehalten, während die Familien 1943 nach Deutschland „heimgeschafft“ wurden (Heimschaffungsaktion unter Leitung des Internationalen Komitees vom Roten Kreuz IKRK). Letzteres geschah im Austausch mit Angehörigen der deutschen Kriegsgegner, die während des Krieges im deutschen Machtbereich angetroffen wurden. In den sieben Jahren der Internierung als Zivilgefangener der britischen Kolonialmacht in Ostafrika knüpfte Bahlburg an seine Erfahrungen in der Heimatmission an, nämlich, dass er die ländliche Bevölkerung in seiner Muttersprache, dem Plattdeutschen, in der Verkündigung hatte gut erreichen können. Er begann mit umfangreichen Studien zur Niederdeutschen Sprache und betätigte sich schriftstellerisch sowie als Seelsorger der deutschsprachigen Gruppe.
Erst 1948 konnte er nach Deutschland zurückkehren und eine kurze Zeit wieder für die Mission arbeiten. Wegen eines von der damaligen Leitung der Hermannsburger Missionsanstalt initiierten „Autoritätskonfliktes“, der ohne vorheriges Verfahren zu einem Predigtverbot für ihn führte, schied er aus der Mission aus. Ab 1950 lebte Bahlburg in Handeloh, Kreis Harburg, als niederdeutscher Sprachforscher und Schriftsteller.
Hermann Bahlburg wurde im Jahre 2007 posthum durch den Missionsausschuss des Evangelisch-lutherischen Missionswerkes ELM in Niedersachsen (Nachfolgerin der Hermannsburger Missionsanstalt) „uneingeschränkt rehabilitiert“. Anlässlich des 50-jährigen Gründungs-Jubiläums der äthiopischen evangelischen Kirche Mekane-Yesus EECMY im Januar 2009 wurde seiner Familie eine Medaille verliehen für Bahlburgs missionarischen Dienst im Allgemeinen und für den „besonderen Einsatz bei der Rettung von Äthiopiern“ nach dem Attentat auf den italienischen Vizekönig Rodolfo Graziani, das von zwei Eritreern am 19. Februar 1937 ausgeführt wurde. Im Jahre 2018 wurde diese Rettung von bis zu 200 Menschen auch von der 'Ethiopian Association of Patriots' EAP durch Verleihung der Ehrenmitgliedschaft an seiner Stelle an den jüngsten Sohn gewürdigt.
Bahlburgs Verdienst ist die „Bindung einer ganzen Generation an den Missionsgedanken“ von Menschen im Deutschland der 1920er Jahre durch die von ihm initiierte und von der Hermannsburger Missionsanstalt getragene Heimatmission. Folgerichtig akzeptierte er den Auftrag, als Leiter einer Gruppe nach Äthiopien zu gehen, um dort mit einer „äußeren“ Missionsarbeit zu beginnen. Daraus sollte dann später, wenn auch erst nach dem Krieg, das erwachsen, was in Äthiopien 'German Hermannsburg Mission' GHM genannt wird. Die besonders von Aira ausgehende Erweckung – selbst als die Missionare während des Krieges fort waren – kann zusammen mit evangelischer Missionsarbeit aus anderen europäischen Ländern und aus Nordamerika, als eine der Wurzeln einer neuen evangelischen Kirche in Übersee, der Mekane-Yesus-Kirche mit 2018 über 9,3 Millionen Mitgliedern angesehen werden.
Nach dem Krieg in Deutschland – in Erinnerung an 'seine' Heimatmission der 20er Jahre – kehrte Bahlburg in seinem überwiegenden Schrifttum (Pladdüüdsch Häimaodbladd / Norddüüdsche Häimaod) zur Verkündigung seines Glaubens in niederdeutscher Sprache zurück. Sein Versuch allerdings, eine dem Eigenklang des Plattdeutschen und seinen immanenten Lautregeln verpflichtete, Verschriftung zu entwickeln, fand kein Echo. Anstelle der seit Johannes Bugenhagen (1485–1558) und Fritz Reuter (1810–1874) stets dem Hochdeutschen entlehnten – auch heute noch zumeist dem jeweiligen Schreiber nach örtlicher Mundart überlassenen Schreibweise im niederdeutschen Schrifttum, wollte er eine regelrechte Schreibung anbieten. Wie sich heute zeigt, scheint das für das Überleben einer Regionalsprache entscheidend zu sein. Für die Nachkriegsjahrzehnte galt jedenfalls noch das Wort von Heinrich Kröger: Hermann Bahlburg „ist auf Dauer ein Einzelner geblieben“.

## Werke
- Aufbruch in der Heimat zum Gallaland. Anfänge der Hermannsburger Gallamission, o. Jg. (Im Selbstverlag des Verfassers. Hermannsburg 1949).
- Pladdüüdscher Spraokwieser in Haidjer-Pladd, Plattdeutscher Sprachweiser in Haidjer-Platt. Im Selbstverlag des Verfassers. Hermannsburg 1949.
- Von Januar 1951 bis Mai 1955 Herausgabe des mtl. erscheinenden Pladdüüdsch Häimaodbladd (Plattdeutsches Heimatblatt) mit Fortsetzung von Juni 1956 bis November 1961 als Norddüüdsche Häimaod (Norddeutsche Heimat). Im Selbstverlag des Herausgebers und Verfassers. Handeloh, Kreis Harburg.

## Belege
1. 1 2  H. Kröger, 2002, S. 213.
2. ↑  J. Launhardt 2004, S. 90.
3. ↑  E. Bauerochse 2000, S. 585f.
4. ↑  Kreuzkirche Addis Abeba
5. ↑  Evangelische Gemeinde deutscher Sprache in Äthiopien. Abgerufen am 3. Mai 2020.
6. ↑  G. Gremels 2008,S. 62.
7. ↑  C. H. Bahlburg 2009, S. 329.
8. ↑  H. Bahlburg 1949: Plattdeutscher Sprachweiser.
9. ↑  Überblick über den Stand der Sprachpflege des Niederdeutschen: https://www.uni-muenster.de/Germanistik/cfn/Plattinfos/Sprachpflege.html; zur Frage des Überlebens vgl. auch https://www.coe.int/en/web/conventions/full-list/-/conventions/rms/090000168007c089

| Personendaten    | Personendaten                                      |
| ---------------- | -------------------------------------------------- |
| NAME             | Bahlburg, Hermann                                  |
| KURZBESCHREIBUNG | evangelischer Missionar der Hermannsburger Mission |
| GEBURTSDATUM     | 21. Juli 1892                                      |
| GEBURTSORT       | Jesteburg                                          |
| STERBEDATUM      | 19. Februar 1962                                   |
| STERBEORT        | Buchholz in der Nordheide                          |